# Reńska Wieś (powiat kędzierzyńsko-kozielski)
Reńska Wieś (dodatkowa nazwa w j. niem. Reinschdorf, łac. Villa Rynensis) – wieś w Polsce położona w województwie opolskim, w powiecie kędzierzyńsko-kozielskim, siedziba gminy Reńska Wieś. Historycznie leży na Górnym Śląsku.
W latach 1975–1998 miejscowość należała administracyjnie do województwa opolskiego.

## Nazwa
W alfabetycznym spisie miejscowości z terenu Śląska wydanym w 1830 roku we Wrocławiu przez Johanna Knie miejscowość występuje pod polską nazwą Rinskawieś oraz niemiecką Reinschdorf. 
Na polskiej mapie WIG z 1932 roku jako polska widnieje nazwa Ryńska Wieś.

## Historia
Osada Villa Rynensis została pierwszy raz wzmiankowana w 1286 r. jako miejsce zamieszkania kolonistów, którzy prawdopodobnie pochodzili z Nadrenii. W kolejnych latach wchodziła w skład dóbr zamkowych kozielskich. W latach 1626–1650 folwark w Reńskiej Wsi był w posiadaniu Jakoba Bruck von Angermundt - wychowawcy dzieci Andrzeja Kochcickiego, kasjera dóbr kozielskich, twórcy barokowej poezji emblematycznej.    
Od końca XVIII w. wieś posiadała własną pieczęć gminną, na której wizerunku przedstawiono chłopa z kosą przy pracy, po prawej trzy kłosy zboża.   
W roku 1802 powstała w Reńskiej Wsi katolicka szkoła elementarna. Od lutego do lipca 1807 r. Reńska Wieś była areną oblężenia Twierdzy Koźle przez napoleońskie wojska generała Deroya. 6 lutego 1807 w czasie ostrzału artyleryjskiego na przedpolu Reńskiej Wsi, obok figury św. Jana Napomucena, zginął bawarski dowódca artylerii major Sales Kajetan Graf von Spreti. Jego grób po dziś dzień znajduje się na cmentarzu w Reńskiej Wsi. Inni polegli w czasie oblężenia Bawarczycy zostali upamiętnieni Kaplicą Bawarską na skraju wsi. W latach 1812–1824 Reńska Wieś była we władaniu barona von Gruttschreiber.   
Od 1824 r. dwór i majątek w Reńskiej Wsi były w posiadaniu herrnuckiej rodziny Wünsche, która uruchomiła tutaj browar (funkcjonował do 1945 roku). W roku 1861 powstała w Reńskiej Wsi neogotycka Kaplica Gospodarzy. W 1864 r. właściciel cukrowni w Rozwadzy Franz Eduard Bercht założył w Reńskiej Wsi cukrownię napędzaną maszynami parowymi. Wieloletnim dyrektorem cukrowni był dr August Dubke, którego syn Ernst Dubke był znanym taternikiem. Po pożarze cukrowni w 1866 założono oddział ochotniczej straży pożarnej w Reńskiej Wsi. W roku 1882 powstała linia kolejowa łącząca Większyce (linia Koźle - Nysa) z cukrownią w Reńskiej Wsi. W roku 1898 linia ta została przedłużona do Polskiej Cerekwi. W 1908 roku powstała w Reńskiej Wsi spółka rolnicza, a w 1911 klub sportowy - SV Reinschdorf. W czasie I wojny światowej poległo 37 mieszkańców wsi.  
W czasie Plebiscytu Górnośląskiego w Reńskiej Wsi głos oddało w sumie 1075 osób. Za Niemcami głosowało 940 osób, za Polską 133 osoby. Dwa głosy były nieważne. W latach 1924–1926 staraniem mieszkańców wybudowano kościół pw. Św. Urbana. W czasie II wojny światowej poległo ponad 200 mieszkańców Reńskiej Wsi, a ponad 60 cywilów stało się ofiarami wkroczenia Armii Czerwonej do miejscowości w dniu 19 marca 1945 roku.      

## Komunikacja
W Reńskiej Wsi znajduje się skrzyżowanie dróg krajowych nr 45 i nr 38 z drogą wojewódzką nr 418.